# Eremanthus pohlii
Eremanthus pohlii là một loài thực vật có hoa trong họ Cúc. Loài này được (Baker) MacLeish mô tả khoa học đầu tiên năm 1987.